# Municipio de Santo Domingo Yanhuitlán
El municipio de Santo Domingo Yanhuitlán (en náhuatl: Yancui, ‘cosa nueva’; Tlan, ‘lugar, en la cercanía de’) es un municipio de 1,503 habitantes situado en el Distrito de Nochixtlán, Oaxaca, México.
Colinda al norte con Santo Domingo Tlatayapan y San Bartolo Soyaltepec; al sur con San Bartolo Soyaltepec, Santiago Tillo y San Andrés Sinaxtla; al oeste con San Bartolo Soyaltepec; al este con Santa María Chachoapam.

## Historia
La región estaba habitada por el pueblo mixteco. Los dominicos llegaron a este municipio diez años después que los españoles llegaron a Oaxaca. 
Durante los años 1545 a 1549 se da un proceso inquisitorial. En 1541 los frailes dominicos deciden iniciar la construcción de una iglesia que debería estar encima del centro ceremonial prehispánico. En Yanhuitlán hacia 1570, se asignaron 6000 indígenas en Cuatequil para la construcción de la iglesia.
Yanhuitlán fue un punto clave para el comercio y exportación de materias primas, en especial de grana cochinilla, seda, oro en polvo, plata, chile, madera, plumas de quetzal y frijol.

## Ex-convento de Santo Domingo Yanhuitlán
El conjunto conventual de Santo Domingo Yanhuitlán se edificó en 1541 con características propias de la orden dominica. De estilo gótico y plateresco, se edificó sobre una plataforma prehispánica. El inmueble se construyó con cantera extraída de la región, con motivos dominicos como la flor de lis y perros distribuidos en fachadas, arcos y bóvedas del ex convento. Su retablo mayor, tiene forma heptagonal (de siete calles) con pinturas del siglo XVI, atribuidas al pintor sevillano Andrés de la Concha.
El ex-convento fue recientemente abierto como museo, en donde se expone la transición cultural y económica del siglo XVII con elementos como encomiendas de tierra, facsímil del Códice Yanhuitlán, elementos arquitectónicos que reflejan la tradición mixteca, europea y el sincretismo entre ambas culturas.

## Demografía
En el municipio habitan 1503 personas, de las cuales 40 hablan una lengua indígena. La sericultura y agricultura son parte fundamental de la economía del municipio. 

### Localidades
En el municipio se encuentran los siguientes poblados: 
| Nombre de la localidad          | Población (2010) |
| ------------------------------- | ---------------- |
| Santo Domingo Yanhuitlán        | 1002             |
| Xacañi                          | 157              |
| San Sebastián (Primera Sección) | 75               |
| Tooxi                           | 67               |
| El Jazmín                       | 51               |
| Río Grande                      | 49               |
| Xaacahua                        | 41               |
| Barrio de los Arcos             | 37               |
| Yucudahuico                     | 35               |
| Caja de Agua                    | 18               |
| Tijua                           | 16               |
| Yuxaxiño                        | 14               |
| Los Dos Corazones               | 14               |
| La Cieneguilla                  | 13               |
| La Laguna                       | 8                |
| Yudayo                          | 4                |
| La Cantera                      | 4                |
| Xahayucuanino                   | 2                |
| Rancho Celerino Avendaño        | 2                |